# Gazargamo
Gazargamo war die Hauptstadt des Bornu-Reiches von etwa 1460 bis 1809. Die Stadt lag 150 km westlich des Tschadsees im Komadugu Yobe Tal im Nordosten des heutigen Nigeria. Die eindrucksvollen Überreste des 6,6 km langen Stadtwalls, der an einigen Stellen noch eine Höhe von vier Metern erreicht, und des Wallgrabens sind noch bis heute zu sehen. Die Stadt wurde ursprünglich von dem König Ali Gaji (1455–1487) nach der Vertreibung der letzten Vertreter des Dawudiden-Zweiges der Sefuwa zur Konsolidierung seiner Herrschaft über Bornu errichtet. 
Die Stadt war ein bedeutendes Handels- und Gelehrtenzentrum mit bis zu 20.000 Einwohnern.
Nach mehreren Angriffen wurde die Stadt 1809 durch die Fulani-Dschihadisten 1809 erobert und soweit zerstört, dass sie später nie wieder bewohnt wurde. 

## Bibliographie
- Barth, Heinrich: Reisen und Entdeckungen in Nord- und Central-Afrika, 5 Bde. Gotha 1857-8, Nachdruck 2005 (hier Bd. 4, S. 22–24).
- Louis Brenner: The Shehus of Kukawa, Oxford 1973 (hier S. 20, 32–34).
- Lange, Dierk: A Sudanic Chronicle: the Borno Expeditions of Idrīs Alauma, Wiesbaden 1987 (hier S. 114–117).

Koordinaten: 13° 2′ 50″ N, 12° 13′ 40″ O